# De pane lucrando
De pane lucrando es una locución latina que significa para ganarse el pan.
Esta locución se utiliza comúnmente para referirse a las obras artísticas o literarias que se hacen, no por amor al arte, sino por necesidad. Suelen incluirse en esta denominación las de menor calidad del artista.